# The Show Goes On
The Show Goes On est une comédie musicale britannique réalisée par Basil Dean, sortie en 1937.

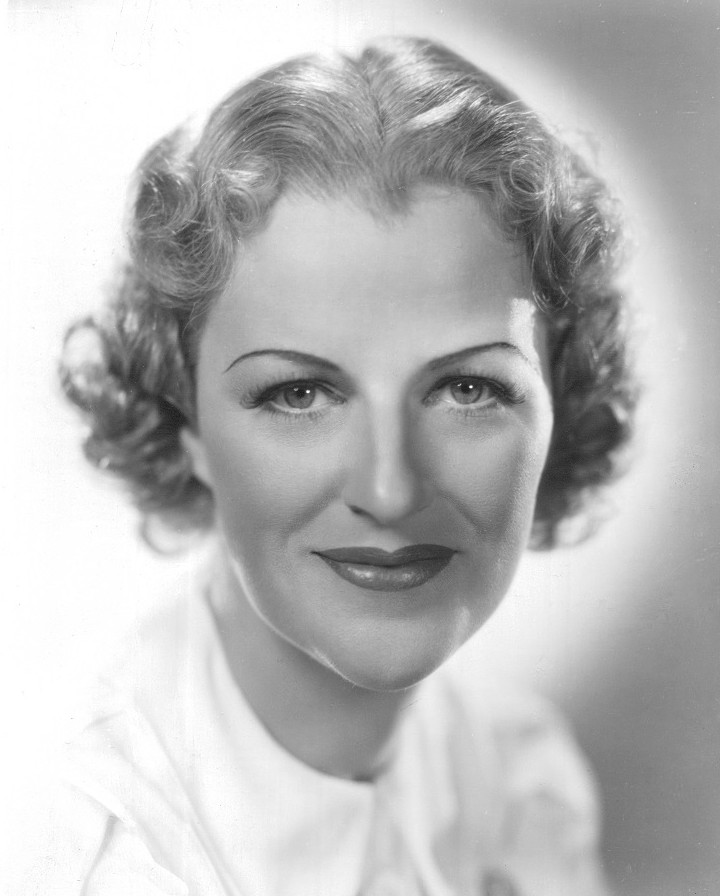
Gracie Fields en 1937.

C'est un film semi-biographique sur la vie de Sally Scowcroft, interprétée par Gracie Fields, qui était à l'époque au sommet de sa carrière.

## Synopsis
Une ouvrière est sortie de sa vie obscure, et est propulsée vers la gloire et la fortune par un compositeur malade, qui a besoin d'une chanteuse pour interpréter son œuvre.

## Fiche technique
- Réalisation : Basil Dean
- Scénario : Basil Dean, Anthony Kimmins, Austin Melford
- Photographie : Jan Stallich
- Montage : Jack Kitchin
- Musique : Ernest Irving
- Production : Associated Talking Pictures
- Genre : mélodrame musical[1]
- Distributeur : ABFD
- Durée : 93 minutes
- Date de sortie : avril 1937

## Distribution
- Gracie Fields : Sally Scowcroft
- Owen Nares : Martin Fraser
- John Stuart : Mack McDonald
- Horace Hodges : Sam Bishop
- Edward Rigby : Mr. Scowcroft, père de Sally
- Amy Veness : Mrs. Scowcroft, mère de Sally
- Arthur Sinclair : Mike O'Hara
- Cyril Ritchard : Jimmy
- Jack Hobbs : Nicholson
- Dennis Arundell : Felix Flack
- Billy Merson : Manager
- Frederick Leister : O.B. Dalton
- Patrick Barr : Designer
- Nina Vanna : Maniana
- Tom Payne : Professeur Augustino
- Queenie Leonard as Lilith Henderson
- Frank Atkinson : Acteur à l'agence O'Hara
- Warren Earl Fisk : Townsman
- Walter Fitzgerald : Soldat
- Laurence Hanray : le serveur
- Mike Johnson : Busker